# Simselen-Gletscher
Der Simselen-Gletscher (bulgarisch ледник Зимзелен lednik Simselen) ist ein 3,7 km langer und 1,5 km breiter Gletscher an der Danco-Küste des Grahamlands auf der Antarktischen Halbinsel. Auf der Pefaur-Halbinsel liegt er östlich des Krapez-Gletschers und westlich des Blériot-Gletschers und mündet mit nördlicher Fließrichtung in den östlichen Arm der Salvesen Cove.
Britische Wissenschaftler kartierten ihn 1978. Die bulgarische Kommission für Antarktische Geographische Namen benannte ihn 2010 nach einer Ortschaft im Süden Bulgariens.